# Коваленко Володимир Миколайович (доктор медичних наук)
Володимир Миколайович Коваленко (*2 лютого 1949) — український учений у галузі кардіології. Доктор медичних наук, професор. Академік НАМН України. Академік АН ВШ України з 1999 р. Заслужений діяч науки і техніки України, лауреат Державної премії України в галузі науки і техніки.

## Біографія
У 1972 р. закінчив Дніпропетровський медичний інститут. У 1974 р. захистив кандидатську дисертацію, а в 1982-докторську. З 1983 р. — завідувач кафедри терапії факультету удосконалення лікарів, а з 1985 р. — декан факультету удосконалення лікарів Дніпропетровського медичного інституту. В 1989 р. призначено Головним терапевтом МОЗ України. З 1990 р. очолює кафедру терапії і ревматології Київського інституту удосконалення лікарів (з 1999 р. — Київська медична академія післядипломної освіти ім. П. Л. Шупика), а з 1991 р. -Український ревматологічний центр. У 1991—1998 рр. — Головний ревматолог МОЗ України. З 1998 р. — директор Інституту кардіології ім. М. Д. Стражеска (з 2006 р. — Національний науковий центр «Інститут кардіології ім. академіка М. Д. Стражеска» АМН України).

## Лікувальна і наукова діяльність
Основні напрями наукової діяльності стосуються розробки теоретичних і клінічних аспектів оцінки функції серця та діагностики серцевої недостатності, систематизації некоронарогенних хвороб серця, створення і втілення в практику охорони здоров'я України нових організаційно-методичних форм аналізу, управління та перспектив розвитку терапевтичної, кардіологічної і ревматологічної служб.
Вперше в Україні втілив ультразвукове дослідження серця. Опублікував понад 750 наукових праць. Автор 35 монографій і навчальних посібників, 20 патентів на винаходи. Ряд праць спрямовані на раннє виявлення та своєчасне лікування артеріальних гіпертензій і серцевої недостатності, зокрема, пов'язаних з різноманітними ревматичними та бронхолегеневими захворюваннями. Вперше впровадив в Україні імунобіологічну терапію при ревматичних захворюваннях. За його керівництвом впроваджені в Україні новітні методи діагностики ревматичних хвороб — магнітно-резонансна томографія, ультразвукове дослідження опорно-рухового апарата, кісткова денситометрія тощо, а також лікування — імунобіологічні агенти, хондропротекторна терапія, системна ензимотерапія.
Президент Асоціації Ревматологів і кардіологів України.
Підготував 31 кандидатів і 20 докторів наук.
Головний редактор «Українського ревматологічного журналу», член редколегій науково-практичних часописів «Астма та алергія», «Буковинський медичний вісник», «Запорожский медицинский журнал», «Клінічна фармація», «Кровообіг та гемостаз», «Лікарська справа», «Серце і судини», «Сучасна гастроентерологія», «Український медичний часопис», «Український терапевтичний журнал». Член редколегії «Українського кардіологічного журналу»
Член-кореспондент Академії медичних наук України (2002).

## Перелік ключових публікацій
Основні наукові праці: «Хроническая сердечная недостаточность: механизмы, стандарты диагностики и лечения» (1999 р.); «Некоронарогенные болезни сердца» (2001 р.); «Артериальная гипертензия»(2001 р.); «Гипертоническая болезнь. Вторичные гипертензии», (2002 р.); «Компендіум. Лікарські засоби» (2004 р.); «Руководство по кардиологии» (2008 р.); «Настанова з кардіології» (2009 р.); Остеоартроз" (2010 р.); «Національний підручник з ревматології» (2013 р.).

## Міжнародна співпраця
Член EULAR (європейської антиревматичної ліги), ACR (американського коледжу ревматологів), ACC (американського коледжу кардіологів), ESC (європейського товариства кардіологів).
Відповідальний дослідник ряду клінічних досліджень в III фазі по РА, АС, ОА.
Знання мов (українська, англійська, російська).

## Патенти
1. Коваленко В. М., Лисенко Г. І., Хіміон Л. В., Гарміш О. О. Спосіб визначення ризику розвитку атеросклеротичних серцево-судинних ускладнень у хворих на ревматоїдний артрит. Пат. 69545, бюл. 8/2012
2. Коваленко В. М., Лисенко Г. І., Хіміон Л. В., Гарміш О. О. Спосіб визначення ризику розвитку атеросклеротичних серцево-судинних ускладнень у хворих на ревматоїдний артрит. Пат. 69527, бюл. 8/2012

## Нагороди
- Орден князя Ярослава Мудрого V ст. (15 травня 2020) — за вагомий особистий внесок у розвиток вітчизняної науки, зміцнення науково-технічного потенціалу України, багаторічну сумлінну працю та високий професіоналізм[1]
- Орден «За заслуги» I ст. (14 травня 2008) — за вагомий особистий внесок у розвиток вітчизняної науки, підготовку висококваліфікованих спеціалістів, багаторічну сумлінну працю та з нагоди Дня науки[2]
- Орден «За заслуги» II ст. (2 лютого 2004) — за вагомий особистий внесок у розвиток медичної науки, впровадження нових методів діагностики і лікування серцево-судинних і ревматичних захворювань[3]
- Орден «За заслуги» III ст. (1 лютого 1999) — за вагомий особистий внесок у розвиток медичної науки, впровадження сучасних методів діагностики і лікування[4]
- Заслужений діяч науки і техніки України (5 лютого 1998) — за вагомий особистий внесок у розвиток охорони здоров'я, впровадження сучасних методів діагностики і лікування[5]
- Державна премія України в галузі науки і техніки 2003 року — за розробку та впровадження в медичну практику науково обгрунтованих методів профілактики, лікування та заходів з упередження ускладнень артеріальної гіпертензії в Україні (у складі колективу)[6]